# Eurostar Italia
Pour les autres significations, voir Eurostar (homonymie).

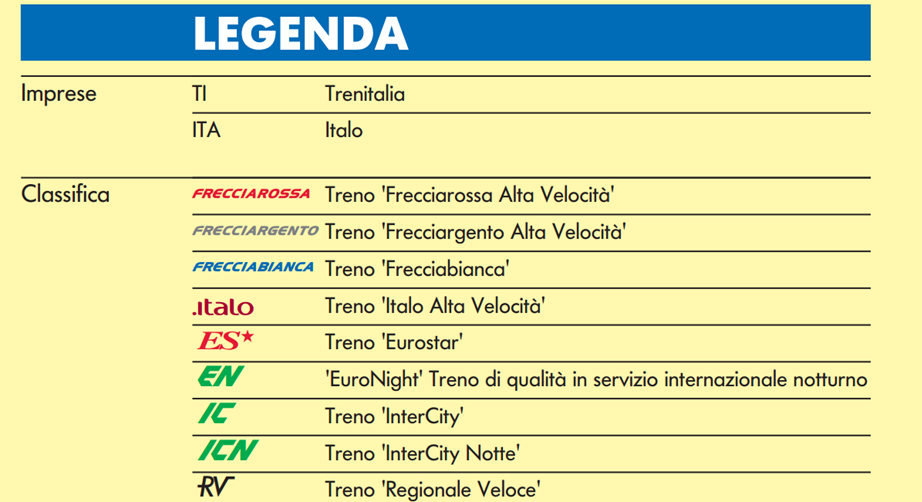
Tableau classement des trains EuroStar Italia

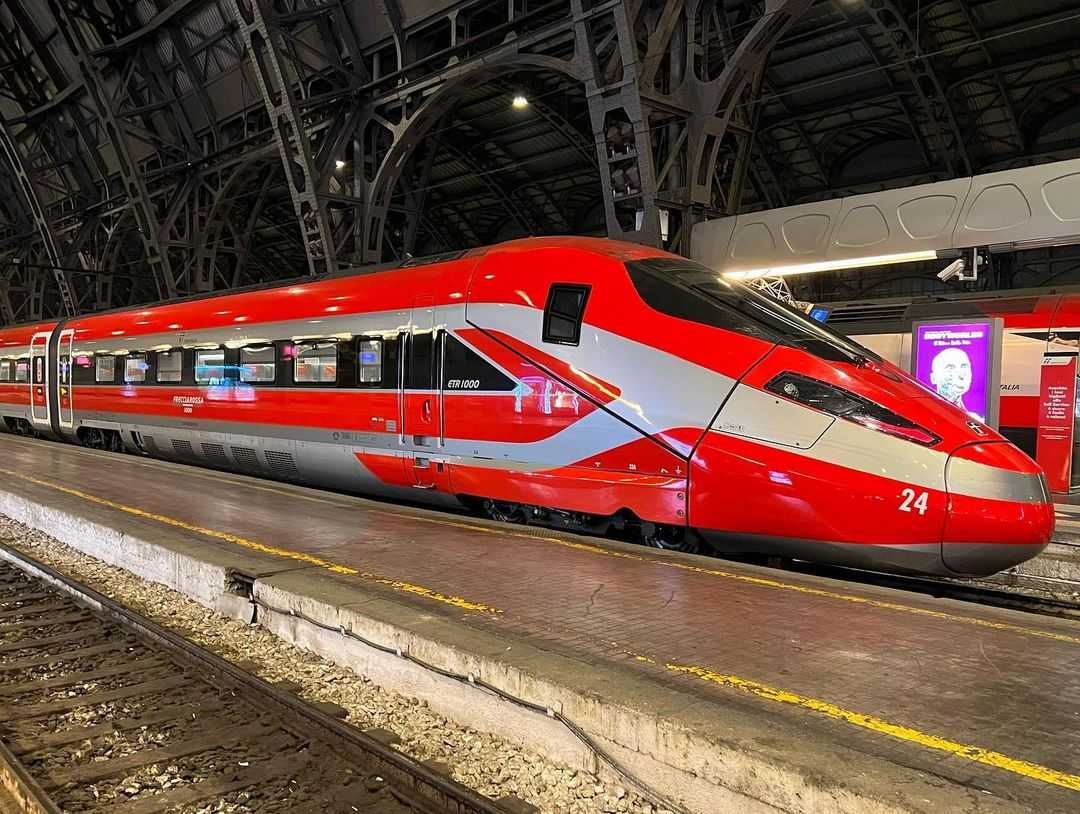
Rame ETR.1000 Frecciarossa (livrée 2022)

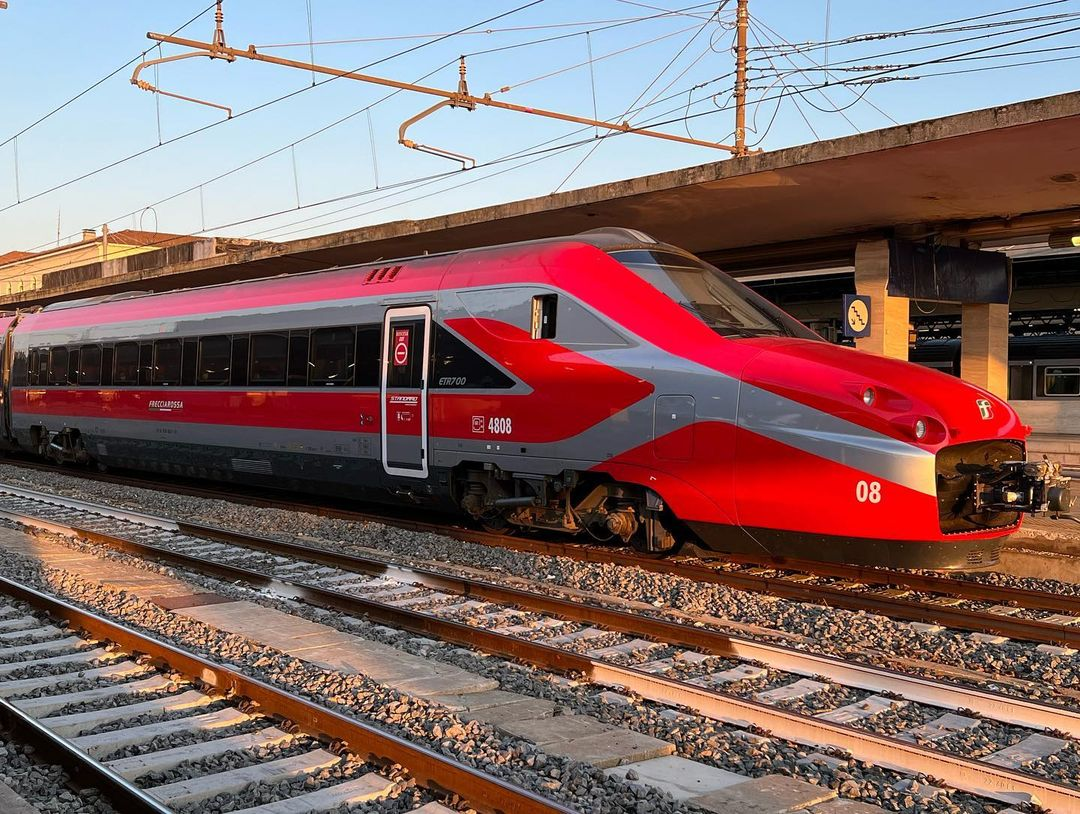
Rame AnsaldoBreda V250 ETR.700 en livrée Frecciarossa

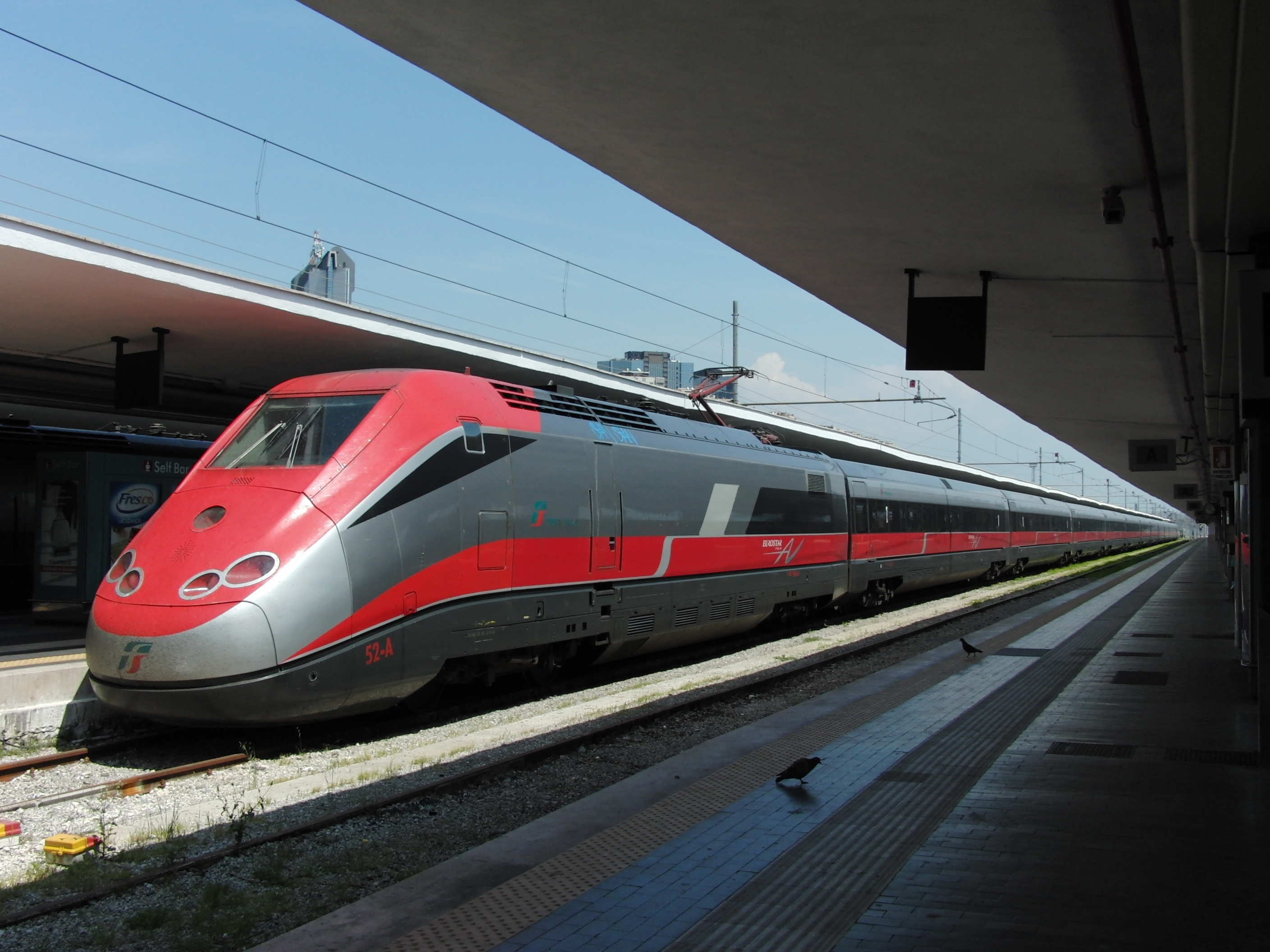
Rame ETR.500 en Gare de Naples-Centrale

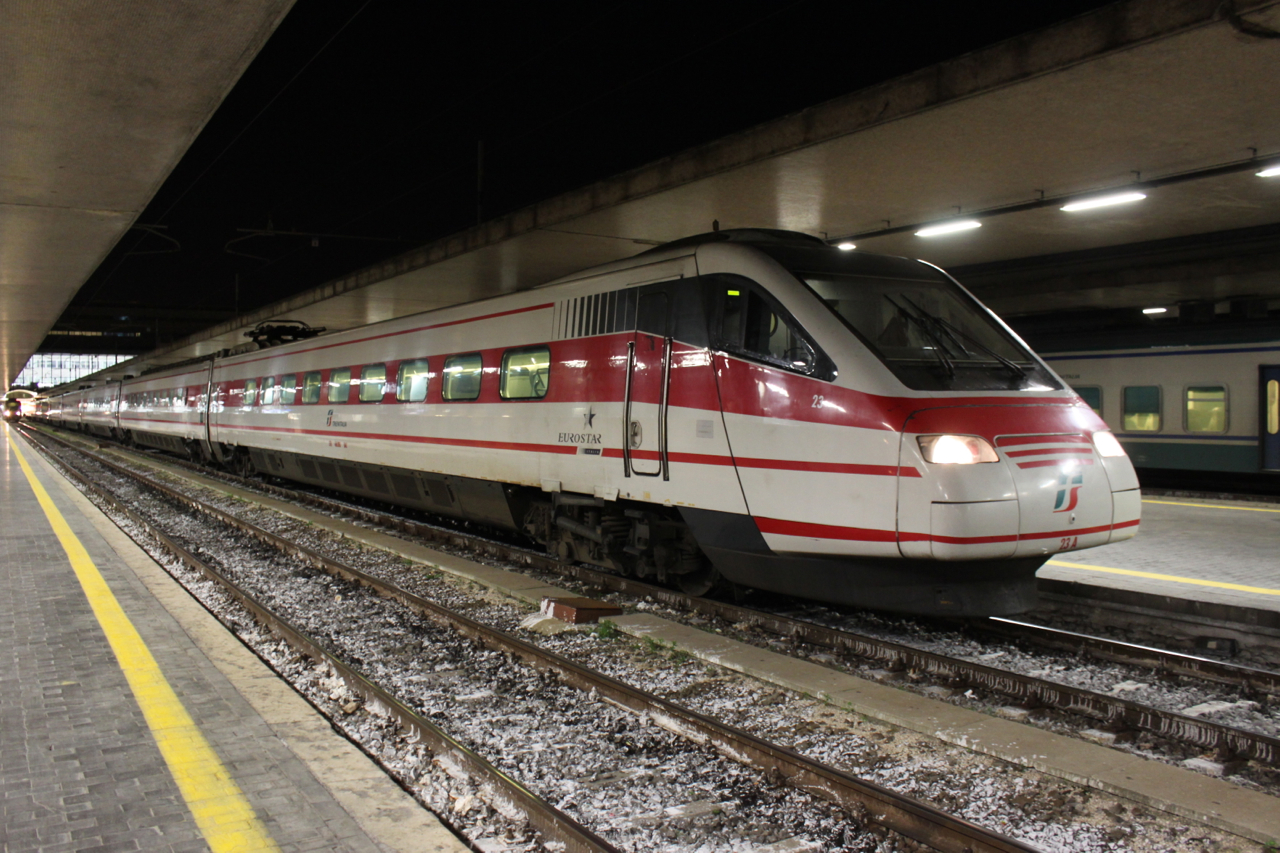
Rame Fiat Pendolino ETR.460 en Gare de Rome-Termini

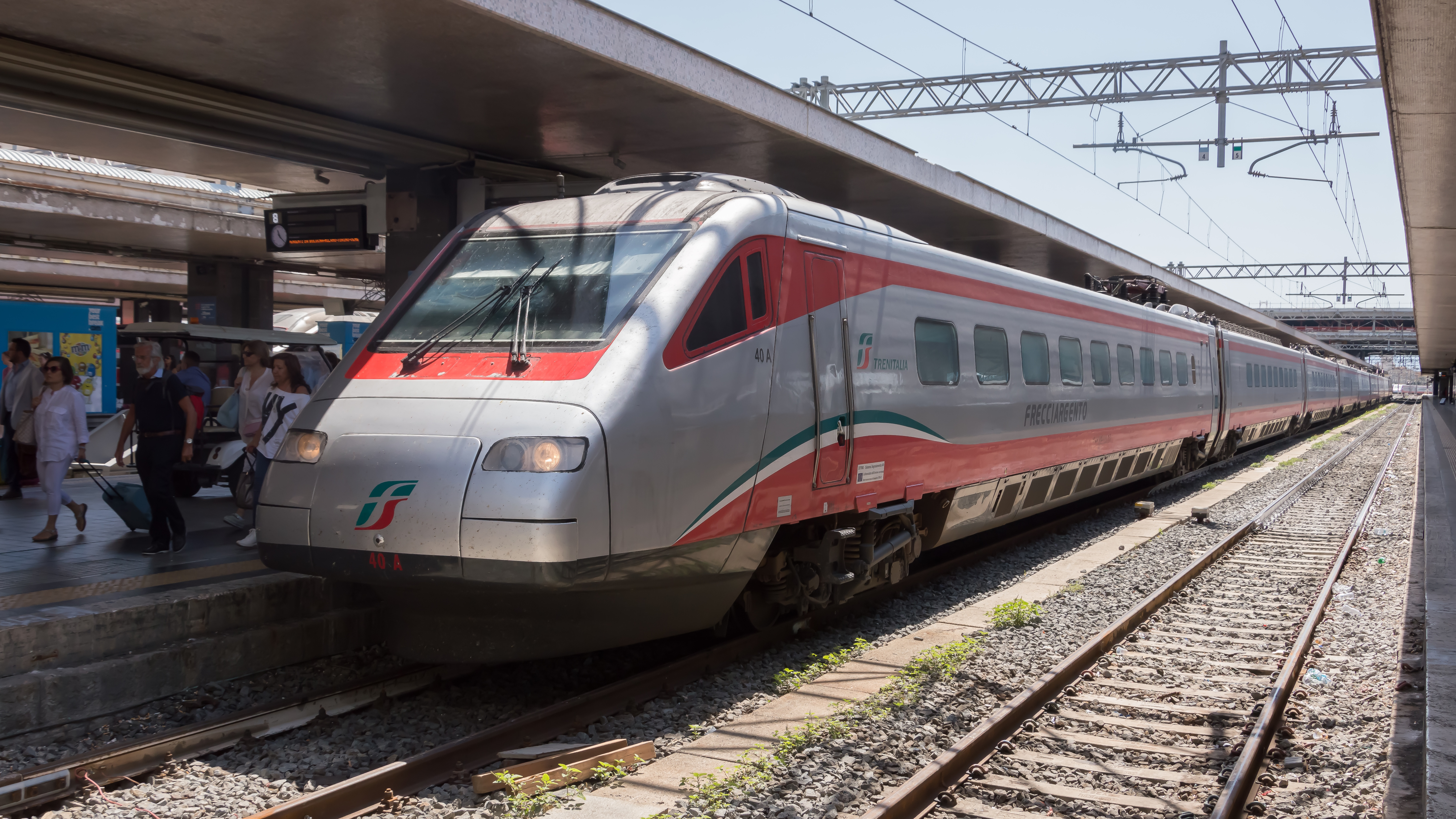
Rame Fiat Pendolino ETR.485 Frecciargento en Gare de Rome-Termini

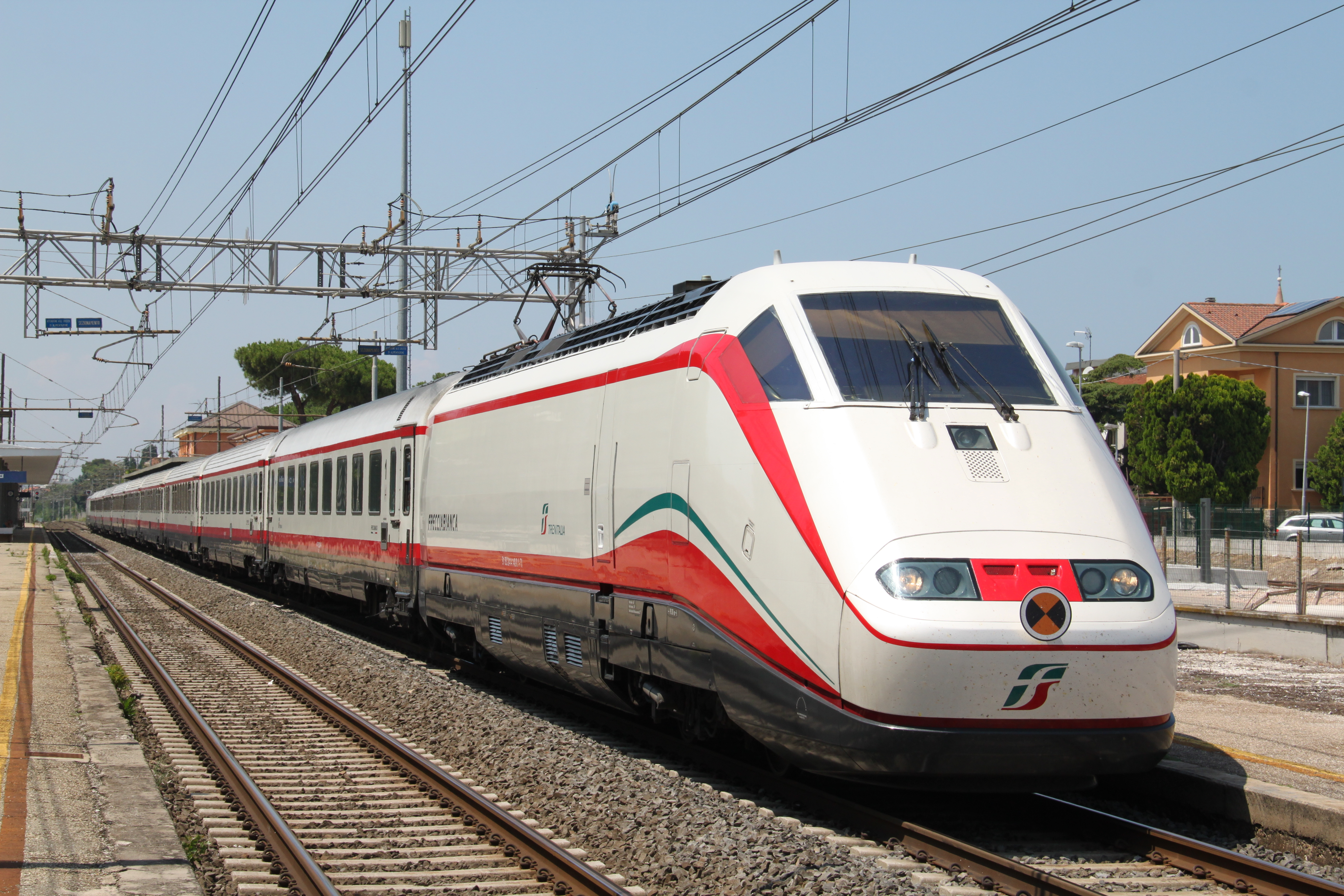
Rame Frecciabianca tractée par une motrice ETR.414 (ETR.500 1ère génération)

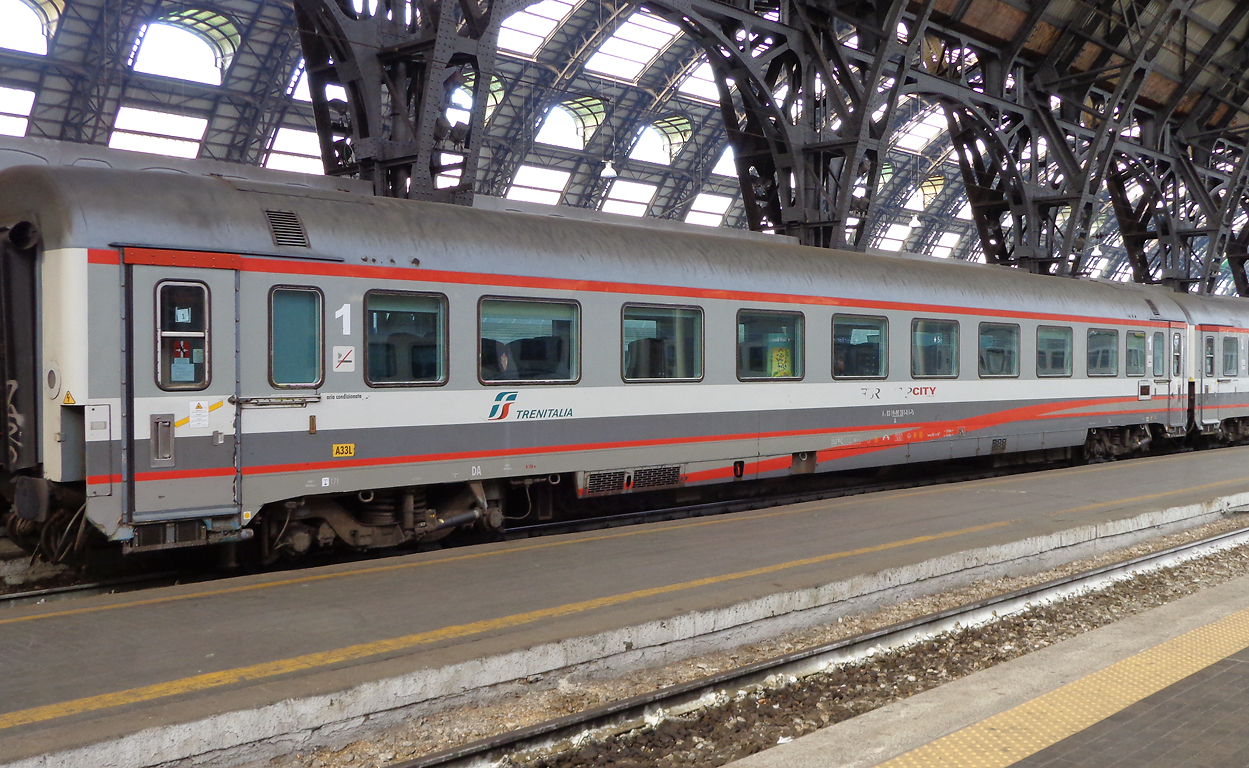
Voiture Grand Confort des trains traditionnels EuroStarCity Italia

Eurostar Italia était le nom donné au réseau ferroviaire à grande vitesse de la compagnie Trenitalia en Italie, Pour éviter la confusion avec Eurostar et ses services entre la France, la Belgique et le Royaume-Uni, les services prennent le nom des catégories de Le Frecce (it) en décembre 2012.

## Histoire
La catégorie Eurostar a été introduite en 1997 pour indiquer les trains assurant les liaisons rapides entre Milan et Rome et leur extensions. Elle a remplacé la catégorie Pendolino, terme qui indiquait non seulement la catégorie de service mais également le nom technique des rames à grande vitesse utilisées. Depuis 2006, avec l'ouverture d'autres lignes à grande vitesse italiennes, la catégorie s'est progressivement divisée en plusieurs catégories de services.
Avec l'introduction de l'horaire d'été en juin 2012, les services à grande vitesse les plus rapides ont été baptisés Frecciarossa, les services à grande vitesse plus lents Frecciargento et les dessertes par des trains traditionnels rapides Frecciabianca. Les services Eurostar ont continué sur le réseau ferroviaire italien jusqu'en décembre 2012.

## Dessertes
Jusqu'en juin 2012, les différentes catégories Eurostar Italia en service étaient :
- Eurostar Alta Velocità Frecciarossa - liaisons à grande vitesse (Turin-Milan-Bologne-Florence-Rome-Naples-Salerne-Reggio de Calabre) et (Turin-Milan-Vérone-Venise-Trieste), maintenant Frecciarossa, assurée avec les rames ETR.500 Frecciarossa & ETR.1000 Frecciarossa,
- Eurostar Alta Velocità Frecciargento - Liaisons à grande vitesse (Rome-Venise, Rome-Reggio Calabria, Rome-Lecce, Venise-Tarente), maintenant Frecciargento, assurée avec les rames Fiat Pendolino ETR.485, ETR.500, ETR.600/610 et AnsaldoBreda V250 - ETR.700,
- Eurostar City Italia - (abréviation ES*City ) est une catégorie introduite le 10 décembre 2006 et remplacée, en décembre 2011, par Frecciabianca, assurée par les rames Fiat Pendolino 460/463 et ETR.485, ETR.500 et AnsaldoBreda V250 - ETR.700,
- Eurostar Italia Business (2005-2008) - Liaisons avec des rames Fiat Pendolino ETR.485 entre Milan Centrale et Rome Termini. Catégorie abandonnée en 2008 et remplacée par Frecciarossa après l'ouverture de la LGV Milan - Bologne, désormais assurées par les rames ETR.1000 Frecciarossa,
- Eurostar Italia Alta Velocità Fast, actuellement partagé entre les réseaux Frecciarossa et Frecciargento et
- Eurostar Italia Fast, - Les ES AV Fast étaient des trains qui reliaient Milan et Rome en utilisant la ligne à grande vitesse et faisant moins d'arrêts (voire aucun) que l' ES AV . Introduite en 2008, depuis 2010 la catégorie a été absorbée par ES AV Frecciarossa et ES AV Frecciargento . également partagé entre les réseaux Frecciarossa et Frecciargento.

Le nom Eurostar a aussi été utilisé par Iveco pour un modèle de poids-lourd. En dépit du fait que les services Eurostar trans-Manche portent le même nom, il n'y a aucun lien entre les deux services.

## Lignes

Réseau LGV actuel et futur en Italie (2005)

## Matériel roulant
Les liaisons desservies par Eurostar Italia entre les principales villes italiennes à l'aide des rames rapides telles que :
- Fiat Pendolino ETR.460 - premières dessertes en livrée Eurostar[1] en 20 transformée en Frecciabianca en
- Fiat Pendolino ETR.470 Cisalpino - rames transférées en 2017 chez Hellenic Train, filiale grecque des Ferrovie dello Sato Italiane - FS,
- Fiat Pendolino ETR 485 -
- ETR 500 -
- ETR.600/610 -
- ETR 700 -
- ETR.1000 Frecciarossa -

Les ETR 460 effectuaient les dessertes de l'Eurostar en livrée Eurostar de la Trenitalia